# Søndre Ringvej (Roskilde)
 For alternative betydninger, se Søndre Ringvej. (Se også artikler, som begynder med Søndre Ringvej)
 Søndre Ringvej ofte benævnt O2 er en to sporet ringvej der går igennem det sydlige Roskilde. Vejen er en del af Ring 2 der går fra Ringstedvej til Frederiksborgvej.Vejen er med til at lede den tunge trafik som kører nord /syd om byen uden om Roskilde Centrum, så byen ikke bliver belastet af for meget gennemkørende trafik i midtbyen. 
Vejen forbinder Ringstedvej i vest med af Østre Ringvej i øst, og har forbindelse til Ringstedvej, Maglegårdsvej, Rabalderstræde og Køgevej.

Retten i Roskilde og Scandic Hotel ligger ud til Søndre Ringvej op til Roskilde Ring Park.